# Avelino Aráoz
Avelino Aráoz (Salta, 30 de enero de 1884 - Buenos Aires, 11 de agosto de 1959) fue un comerciante y político argentino, que ejerció como gobernador de la provincia de Salta entre 1932 y 1936.

## Biografía
Estudió en el Colegio Nacional de Salta, aunque nunca terminó la escuela secundaria. Se dedicó al comercio desde su juventud, siendo consejero del Banco Provincial de Salta. Era propietario de una finca en el departamento Rosario de Lerma.
Fue intendente municipal de Rosario de Lerma, y desde 1925 hasta 1929 fue diputado provincial. Después del golpe de Estado de 1930, que dio inicio a la llamada Década Infame, fue intendente de facto de la ciudad de Salta.
En 1932 fue elegido gobernador de su provincia, cargo que ejerció hasta el año 1936. Durante su gestión se construyó el camino hasta la cumbre del cerro San Bernardo. Para solucionar la precaria situación económica de la provincia, se negó a conceder la explotación petrolífera del noreste de su provincia, adjudicándosela a la estadounidense Standard Oil; con los recursos aportados por esa empresa construyó la Cárcel Modelo de la ciudad de Salta y varias escuelas.
Tras dejar el gobierno, en 1937 fue designado embajador de su país en Bolivia, ocupando ese cargo hasta 1943, en que renunció por la revolución de ese año. Tres años más tarde fue candidato a gobernador por los conservadores, pero fue derrotado por el candidato peronista Cornejo Linares.
Falleció en Buenos Aires en 1959; sus restos descansan en el Cementerio de la Santa Cruz, de la ciudad de Salta.